# Zbudov (Dívčice)
Zbudov je vesnice a část obce Dívčice v okrese České Budějovice v Jihočeském kraji. Leží na břehu Zbudovského rybníka v oblasti zvané Zbudovská blata.

## Historie

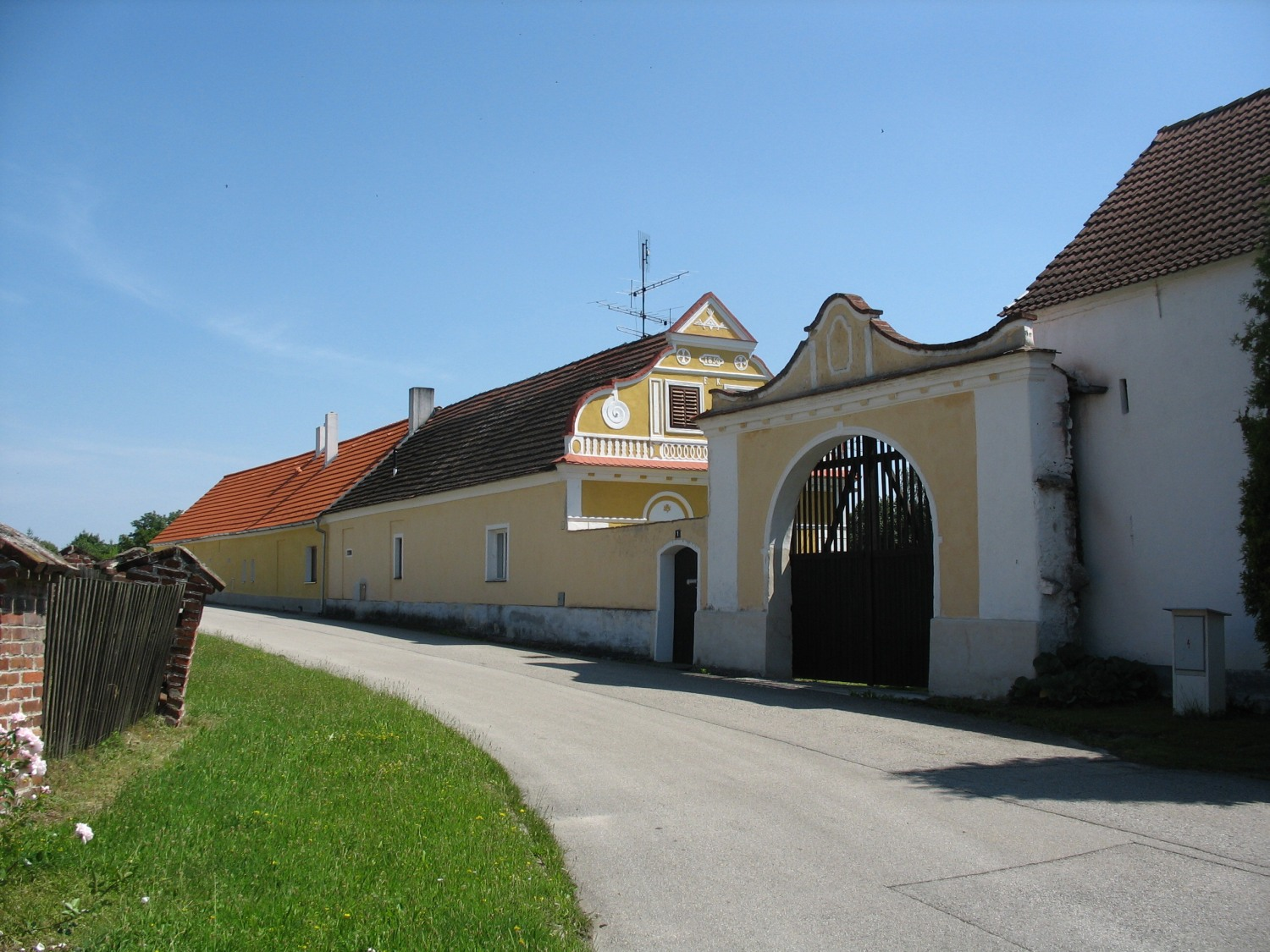
Kubatův statek (čp. 1)

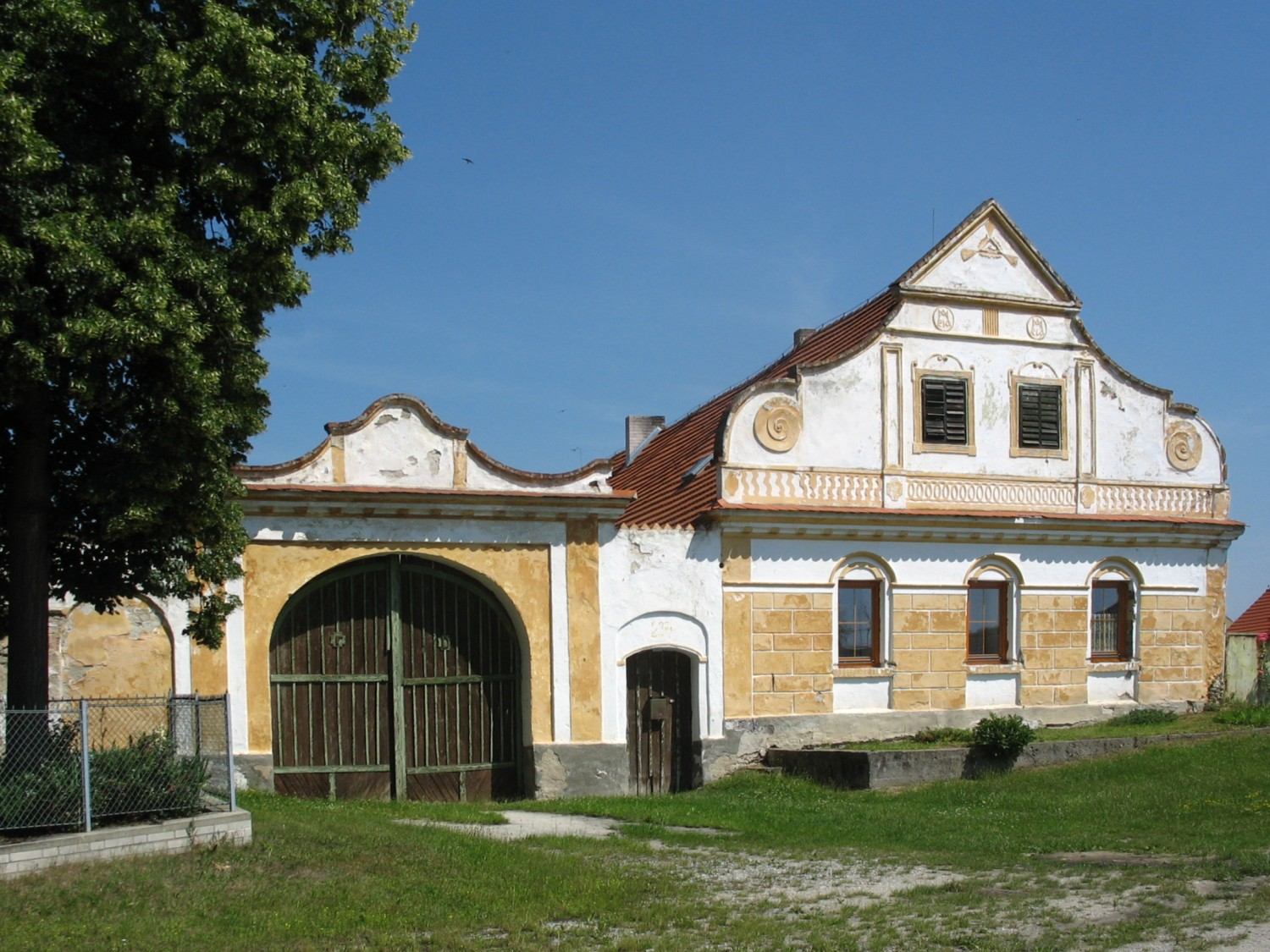
Statek čp. 27

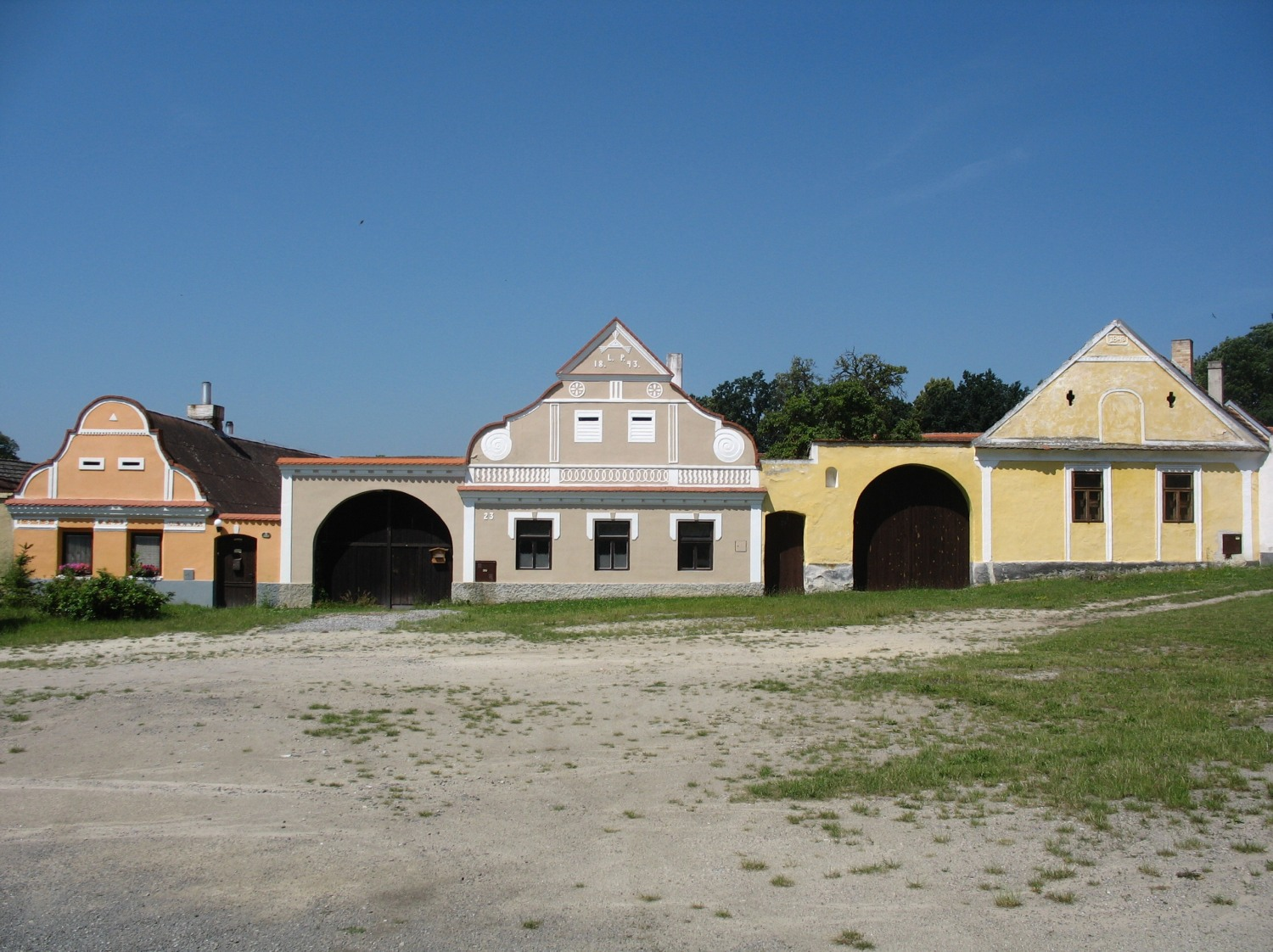
Statky čp. 23 a 24

První písemná zmínka o Zbudovu pochází ze 13. století, kdy je ve zprávě Bechyňského vikariátu Zbudov uveden jako obec příslušná kostelem do Nákří. Jako rok první zmínky se však uvádí také rok 1472. Zbudovský rychtář Jakub Kubata se v 16. století postavil do čela sporu blatských sedláků s vrchností, za což byl v roce 1581 popraven. V roce 1842 zachvátil Zbudov velký požár, při kterém na návsi vyhořely tři čtvrtiny domů.

## Obyvatelstvo
| Rok            | 1869 | 1880 | 1890 | 1900 | 1910 | 1921 | 1930 | 1950 | 1961 | 1970 | 1980 | 1991 | 2001 | 2011 | 2021 |
| -------------- | ---- | ---- | ---- | ---- | ---- | ---- | ---- | ---- | ---- | ---- | ---- | ---- | ---- | ---- | ---- |
| Počet obyvatel | 276  | 281  | 279  | 256  | 292  | 299  | 270  | 243  | 215  | 185  | 139  | 128  | 96   | 107  | 109  |
| Počet domů     | 41   | 42   | 44   | 43   | 44   | 44   | 51   | 56   | 55   | 50   | 49   | 57   | 60   | 59   | 56   |

## Obecní správa
Od roku 1850 byl Zbudov samostatnou obcí s osadami Dívčice a Dubenec. Ty se osamostatnily roku 1920. 12. června 1960 byl Zbudov připojen k obci Mydlovary a společně pak 14. června 1964 k Dívčicím. 24. listopadu 1990 se Mydlovary znovu osamostatnily, Zbudov však zůstal součástí Dívčic.

## Doprava
Okolo obce prochází železniční trať Plzeň – České Budějovice. V souvislosti s výstavbou úpravny uranové rudy MAPE Mydlovary byla na ní zřízena zastávka nazvaná Zbudov. S ohledem na obsluhu MAPE je od obce poměrně vzdálená.

## Pamětihodnosti
Jádro vesnice bylo v roce 1990 vyhlášeno památkovou zónou. Předmětem ochrany je řada selských usedlostí blatského typu z 19. století. Jedná se o domy čp. 1, 3, 4, 23, 25, 26 a 27. Většina štítů ve stylu selského baroka pochází z období 1843 až 1850. Výjimkou je štít domu čp. 3, který pochází z roku 1825. Štíty domů čp. 1, 23 a 27 jsou skoro stejné, patrně stavěné jedním zednickým mistrem.
Jeden kilometr jihovýchodně od vsi stojí Kubatův pomník od Václava Suchomela z roku 1904. Jižně od Zbudova protéká Bezdrevský potok, zvaný též Soudný potok. U něj se nacházejí dva kameny (patrně hraniční), ovšem jsou též spojovány s pověstí o popravě Jakuba Kubaty.

## Zbudov v kultuře
O Zbudově napsali Karel Klostermann v románu Mlhy na Blatech, Nina Bonhardová v románu Selský mor a František Miroslav Čapek v románu Kubata dal hlavu za Blata. Ve Zbudově byly natáčeny filmy Mlhy na Blatech, Kam čert nemůže a Sedmý kontinent, který zachycuje dobu regulace Soudného potoka.